# Indyjski Zielonoświątkowy Kościół Boży
Indyjski Zielonoświątkowy Kościół Boży (ang. Indian Pentecostal Church of God) – jest największym rodzimym kościołem zielonoświątkowym w Indiach. Jego siedziba mieści się w Kumbanad, w stanie Kerala. Kościół został założony w 1924 roku i zarejestrowany w dniu 9 grudnia 1935 w Eluru, w stanie Andhra Pradesh, pod rządem Indii. Liderem Kościoła jest KC John, słynny mówca i założyciel telewizji PowerVision. Jego zastępcą jest T. Valson Abraham. Organizacja posiada około 7.500 kościołów w 25 państwach na całym świecie, jednak 4.500 kościołów znajduje się w Indiach, najwięcej w stanie Kerala. Według danych na 2000 rok, kościół w Indiach liczył około 750.000 wiernych.
Kościół posiada własną telewizję, w której dociera do ok. 20 mln ludzi.